# Fântânele (Arad)
Fântânele (in ungherese Angyalkút e, fino al 1899, Kisfalud, in tedesco Engelsbrunn), è un comune della Romania di 3 460 abitanti, ubicato nel distretto di Arad, nella regione storica del Banato.
Il comune è formato dall'unione di 2 villaggi: Fântânele e Tisa Nouă.
Fântânele appare per la prima volta in un documento del 1457, mentre decisamente più antica è la presenza del villaggio di Tisa Nouă, citato in un documento del 1135.
I principali monumenti sono la basilica del 1780 ed il castello Kover-Appel del XIX secolo.